# Las Bòrdas
|  | Per a altres significats, vegeu «Las Bòrdas d'Arisa». |

Las Bòrdas (en francès Lasbordes) és un municipi del departament de l'Aude a la regió francesa d'Occitània.